# Sallent de Gállego (kommunhuvudort)
Sallent de Gállego (occitanska: Sallén de Galligo) är en kommunhuvudort i Spanien.   Den ligger i provinsen Provincia de Huesca och regionen Aragonien, i den nordöstra delen av landet, 400 km nordost om huvudstaden Madrid. Sallent de Gállego ligger 1 289 meter över havet och antalet invånare är 1 281.
Terrängen runt Sallent de Gállego är kuperad åt nordväst, men åt sydost är den bergig. Sallent de Gállego ligger nere i en dal. Runt Sallent de Gállego är det mycket glesbefolkat, med 7 invånare per kvadratkilometer. Sallent de Gállego är det största samhället i trakten. Trakten runt Sallent de Gállego består i huvudsak av gräsmarker.